# Верхні Карачури
Ве́рхні Карачу́ри (рос. Верхние Карачуры, чув. Мăн Карачура) — присілок у Чувашії Російської Федерації, у складі Єфремкасинського сільського поселення Аліковського району.
Населення — 262 особи (2010; 330 в 2002, 302 в 1979, 490 в 1939, 465 в 1926, 393 в 1897, 337 в 1858, 169 в 1795).
Національний склад (на 2002 рік):
- чуваші — 99 %

## Історія
Історичні назви — Карачур, Карачуріна. До 1724 року селяни мали статус ясачних, до 1866 року — державних, займались землеробством, тваринництвом. На початку 20 століття діяли вітряк, 2 водяних млини та 2 магазини. 1931 року створено колгосп «Путь Ілліча». До 1927 року присілок входив до складу Яндобинської сотні Юмачевської та Яндобинської волостей Курмиського повіту, потім Яндобинської та Асакасинської волостей Ядринського повіту, з переходом на райони 1927 року — спочатку у складі Вурнарського району, у період 1939–1956 років — у складі Калінінського, у період 1956-1962 років — у складі Аліковського району, у період 1962-1965 років — знову у складі Вурнарського, після чого повернуто до складу Аліковського району.

## Господарство
У присілку діють школа, фельдшерсько-акушерський пункт, клуб, бібліотека, пошта, 3 магазини.